# 永岡智佳
永岡 智佳（ながおか ちか、1983年〈昭和58年〉—）は、日本のアニメ監督、アニメーター、演出家。

## 人物
群馬県出身。J.C.STAFFにて制作を経験後、2012年に演出家デビューする。影響を受けたアニメは『ユニコ 魔法の島へ』。
劇場アニメ『名探偵コナン 100万ドルの五稜星』で、日本の女性監督として初となる興行収入100億円を達成した。

## 参加作品

### テレビアニメ
- とらドラ!（2008年、制作進行）
- 黄昏乙女×アムネジア（2012年、演出）
- ココロコネクト（2012年、演出）
- 神様はじめました（2012年、演出）
- ささみさん@がんばらない（2013年、演出）
- 〈物語〉シリーズ セカンドシーズン（2013年、演出）
- 私がモテないのはどう考えてもお前らが悪い!（2013年、絵コンテ・演出）
- ノブナガン（2014年、演出）
- 名探偵コナン 江戸川コナン失踪事件 〜史上最悪の2日間〜（2014年、演出）
- 聖闘士星矢 黄金魂 -soul of gold-（2015年、演出）
- 銀魂゜（2015年、絵コンテ・演出）
- はんだくん（2016年、演出）
- うたの☆プリンスさまっ♪ マジLOVEレジェンドスター（2016年、絵コンテ・演出）
- 銀魂.（2017年、絵コンテ）
- 七つの大罪 戒めの復活（2018年、絵コンテ・演出）
- 名探偵コナン（2018年、絵コンテ）
- 多聞くん今どっち!?（2026年、監督[4]）

### 劇場アニメ
- 名探偵コナン 絶海の探偵（2013年、演出）
- 名探偵コナン 異次元の狙撃手（2014年、演出）
- 名探偵コナン 業火の向日葵（2015年、演出）
- 名探偵コナン 純黒の悪夢（2016年、演出）
- 名探偵コナン から紅の恋歌（2017年、助監督・絵コンテ協力）
- 名探偵コナン 紺青の拳（2019年、監督・絵コンテ・演出）
- 劇場版 うたの☆プリンスさまっ♪ マジLOVEキングダム（2019年、監督）
- 銀魂 THE FINAL（2021年、演出）
- 名探偵コナン 緋色の弾丸（2021年、監督・絵コンテ・演出）
- 劇場版 うたの☆プリンスさまっ♪ マジLOVEスターリッシュツアーズ（2022年、監督）
- 名探偵コナン 100万ドルの五稜星（2024年、監督・絵コンテ・演出）

### プラネタリウム
- 名探偵コナン 探偵たちの星月夜（2015年、監督）